# Lavandula
Lavandula (uobičajeno ime lavanda) rod je sa 47 poznatih vrsta cvetajućih biljki u naninoj porodici, Lamiaceae. Ovaj rod potiče iz Starog sveta i raste se od Zelenortskih Ostrva i Kanarskih Ostrva, Evrope preko severne i istočne Afrike, Mediterana, jugozapadne Azije, Kine (Plectranthus mona lavender) do jugoistočne Indije. Mnogi članovi ovog roda se ekstenzivno kultiviraju u predelima umerene klime kao ukrasne biljke za baštensku i pejzažnu primenu, za upotrebu kao kulinarsko bilje, i isto tako komercijalno za ekstrakciju eteričnih ulja. Najšire kultivirana vrsta, Lavandula angustifolia, se često naziva lavanda, i postoji boja koja je nazvana po nijansi cveta ove vrste.

## Opis
Ovaj rod obuhvata jednogodišnje ili kratkovečne zeljaste višegodišnje biljke, i grmaste višegodišnje, polužbunaste ili male žbunove. Oblik lista se razlikuje širom roda. Oni su jednostavni kod češće kultiviranih vrsta; kod drugih vrsta oni su pernato nazubljeni, ili perjasti, ponekad višestruko rascepkani i secirani. Kod većine vrsta listovi su pokriveni finim dlačicama ili indumentumom, koji normalno sadrži eterična ulja.
Cvetovi su grupisani u kvrgama, pričvršćeni na šibljikama koje se izdižu iznad lišća, a koje kod pojedinih vrsta mogu da budu razgranate. Neke vrste proizvode obojene listiće u tvornom tkivu. Cvetovi mogu da budu plavi, ljubičasti ili lila kod divljih vrsta, povremeno tamno ljubičasti ili žućkasti. Čašica je cevasta. Krunica je isto tako cevasta, obično sa pet režnjeva (gornja usna je često rascepljena, a donja usna ima dve pukotine).

## Lavandino ulje
Ova biljka se komercijalno uzgaja uglavnom radi produkcije eteričnog ulja od lavande. Ono ima antiseptička i antiinflamatorna svojstva, i može se koristiti kao prirodni repelant komaraca. Ovi ekstrakti se isto tako koriste kao mirisi za kupke.
Engleska lavanda (Lavandula angustifolia) daje eterično ulje sa slatkim tonovima, i može se koristiti u balzamima, melemima, parfemima, kozmetici, i topikalnim primenama. Lavandula × intermedia, takođe poznata kao lavandin ili holandska lavanda, daje slično eterično ulje, ali sa visokim nivoima terpena uključujući kamfor, što dodaje oštriji ton mirisima.
Lavandini Lavandula × intermedia su klasa hibrida vrsta L. angustifolia i L. latifolia. Ovi lavandini se široko koriste za komercijalne svrhe, jer su njihovi cvetovi veći nego kod engleske lavande i ove biljke se lakše žanju, mada neki smatraju da je lavandinsko ulje nižeg kvaliteta nego ulje engleskog lavendera, te da parfemi imau manje slatke tonove.

## Istraživanja
Glavni sastojci lavandinog ulja su linalool (26%) i Kariofilen (8%). Ovo eterično ulje se koristilo u bolnicama tokom Prvog svetskog rata.
Lavandino ulje se izučava radi njegove moguće primene u olakšavanju anksioznosti i poremećaja sna. Znatna klinička istraživanja generalno nisu bila sprovedena, tako da se ne može izvesti zaključak o korisnosti lavandinog ulja u tretmanu anksioznosti.

## Herbalizam
Nemački naučni odbor za tradicionalnu medicinu, Komisija E, izvestio je o upotrebi cveta lavande u travarskoj praksi, uključujući njegovu primenu za noćni nemir ili nesanicu, gastrokardijalni sindrom, intestinalnu nelagodnost, i kardiovaskularne bolesti, između ostalih.

## Zdravstvene mere
Američki Nacionalni instituti za zdravlje (NIH) navode da se lavanda smatra verovatno bezbednim u prehrambenim količinama i da je verovatno bezbedna u medicinskim količinama. NIH ne preporučuje upotrebu lavande tokom trudnoće ili dojenja, zbog nedovoljnog poznavanja efekata. Oni preporučuju oprez pri upotrebi lavandinog ulja na dečacima zbog mogućeg hormonskog učinka, što može da dovede do ginekomastije, i navode da lavanda može da uzrokuje iritaciju kože i da bude otrovna ako se konzumira putem usta.
Jedan pregled iz 2005. godine o lavandinom ulju navodi: „Lavanda se tradicionalno smatrala 'bezbednim' uljem i, mada je nedavno objavljeno da su lavandino ulje, i njegov glavni konstituent linalil acetat, toksični za ćelije ljudske kože in vitro, kontaktni dermatitis uzrokovan lavandinim uljem se veoma retko javlja.” Postoje dva izveštaja sa ukupno šest slučajeva ginekomastije kod prepubertetskih dečaka koji su bili topikalno izloženi lavandinom eteričnom ulju.
Jedna studija iz 2007. godine je ispitala odnos između raznih mirisa i fotosenzitivnosti. Oni navode da je poznato da lavanda „izaziva kožne fototoksične reakcije”, ali da ne indukuje fotohemolizu.

## Taksonomska tabela
Sledeća tabela je bazirana na klasifikaciji Apsona i Andrusa, 2004.
| . Podrod . Sekcija (3 vrste) iz Katalonije i Pirineja. iz jugoistočne Francuske i susednih oblasti Italije. - – poreklom iz središnje i istočne Španije, južne Francuske, severne Italije. - – poreklom iz južne Španije. Hibridi (1 vrsta) - Lavandula dentata L. iz istočne Španije, severnog Alžira i Maroka, jugozapadnog Maroka. (3 vrste) pretežno iz obalskih područja istočne Španije, južne Francuske, zapadne Italije, Grčke, Bugarske, Mediteranske Turske, Levantske obale i većine mediteranskih ostrva. poreklom iz obalske i unutrašnje Portugalije i susedne Španije. – Španija i Portugalija. – iz zapadne Turske i južne Bugarske. – iz planinskog Maroka. – južna Portugalija i jugozapadna Španija. – iz Portugalije i jugozapadne Španije. - – poreklom iz jugozapadne Španije, južne Portugalije, a verovatno i iz Madeire. Intersekcioni hibridi ( i ) . Podrod . (16 vrsta) - – potiče iz širokog opsega, uključujući Maroko, južnu Portugaliju i Španiju, severni Alžir, Tunis, Tripolitaniju, Kalabriju i Siciliju, sa izolovanom populacijom u dolini Nila. - , sa Kanarskih ostrva – sa La Palme. – sa Jera. – sa Tenerifa. – sa Gran Kanarije. – sa Fuerteventure. – sa Gomere. – sa Lanzarota. - – Kanarska Ostrva - – sa Gran Kanarije. - – sa Kanarskih Ostrva i Madeire. - – Tenerife. - – Zelenortska Ostrva. - – Atlas planine Maroka. - – Atlas planine Maroka. - – Moroko. - – Moroko. - – ima široku distribuciju, od Zelenortskih Ostrva širom Severne Afrike, severoistoka tropske Afrike, Arabije do istočnog Irana. - – južni Alžir i obližnji regioni. - – region centralne Sahare. podvrsta - – iz Egipta i Eritreje, Sinajskog poluostrva, Izraela i Palestine, Jordana, zapadnog Arabijskog poluostrva do Jemena. - – jugozapadno Arabijsko poluostrvo. Hibridi . Sekcija (10 vrsta) - – sa planina Omana i Ujedinjenih Arapskih Emirata. - – južno Arapsko poluostrvo i severna Somalija. - – iz Dofara u južnom Omanu. podvrsta - – Dofar, Oman. - – iz priobalskih regiona Jemena i Somalije. - – južni Jemen. - – sa Sokotre. - – severna Somalija. - – severna Somalija. - – severna Somalija. . Sekcija (2 vrste) - – sa visoravni Dekan i centralne severne Indije. - – Zapadni Gati, Indija. . Sekcija (2 vrste) - – Oman. - – Far, u južnom Iranu. . Podrod . Sekcija (2 vrste) - – zapadno Arabijsko polustrvo, Egipat. - – iz Eritreje. |

## Galerija
- Cvet lavande
- Cvet kultiviranog lavendera;
- Lavandska bašta u Indiji
- Polje lavande u Francuskoj
- Polje lavande u Engleskoj
- Lavanda i medonosna pčela, Francuska
- Lavandula
- Lavandula
- Lavandula
- Lavandula
- Lavandula
- Lavandula
- Lavandula

## Literatura
- Upson T, Andrews S (2004). The Genus Lavandula. Royal Botanic Gardens, Kew 2004. ISBN 9780881926422. Приступљено 30. 3. 2012.
- Upson T, Andrews S. The Genus Lavandula. Royal Botanic Gardens, Kew 2004
- United States Department of Agriculture GRIN: Lavandula

## Spoljašnje veze
- Lavandula на веб-сајту  (језик: енглески)